# Otto Christandl

Otto Christandl

Otto Christandl (auch: Kristandl; * 28. Mai 1909 in Bruck an der Mur, Österreich-Ungarn; † 21. Juni 1946 in Graz) war ein österreichischer Politiker (NSDAP).

## Leben und Wirken

### Frühes Leben (1909–1938)
Nach dem Besuch der Volksschule und der Bürgerschule in Bruck an der Mur wurde Christandl an der Lehrerbildungsanstalt in Graz ausgebildet. Zum 1. Februar 1932 trat er der österreichischen NSDAP bei (Mitgliedsnummer 783.680). Vor dem Verbot der NSDAP in Österreich betätigte er sich in dieser als Gauredner, während des Verbotes beteiligte er sich an der Reorganisation der Partei im Untergrund und übernahm Aufgaben als Kreisleiter und als Gauleiter in der Steiermark.
Aufgrund seiner politischen Tätigkeit wurde Christandl mehrmals vom Schuldienst suspendiert und am 24. November 1937 vor dem Landgericht wegen Hochverrats angeklagt. Aufgrund einer Amnestie wurde er jedoch bald wieder in Freiheit gesetzt.

### Leben nach dem „Anschluss“ und Zweiter Weltkrieg (1938–1945)
Nach dem „Anschluss Österreichs“ an das Deutsche Reich im März 1938 übernahm Christandl erneut die Führung der NS-Bewegung in der Obersteiermark. Außerdem übernahm er das Amt des provisorischen Bezirkshauptmanns und später das Amt des Bezirksschulinspektors von Leoben. Im März und April 1938 war er stellvertretender Gauleiter in der Steiermark.
Von Mai 1938 bis zum Ende der NS-Herrschaft im Frühjahr 1945 saß Christandl als Abgeordneter im nationalsozialistischen Reichstag, in dem er das Land Österreich vertrat.
Als Kreisleiter von Leoben und Kommandant des Eisenerzer Volkssturmes war Christandl einer der Hauptverantwortlichen für das Massaker am Präbichl-Pass, bei dem am 7. April 1945 über 250 ungarische Juden auf einem Todesmarsch in Richtung KZ Mauthausen ermordet wurden.

### Prozess und Hinrichtung (1945/46)
Am 29. April 1946 wurde Christandl im Rahmen des ersten Eisenerz-Prozesses von einem britischen Militärgericht wegen des Massakers am Präbichl zum Tode verurteilt. Laut Polaschek wurde das Todesurteil am 21. Juni 1946 vollstreckt. Unabhängig von diesem Verfahren war auch von der Staatsanwaltschaft Graz am 16. Februar desselben Jahres die Einleitung der Voruntersuchung beantragt, jedoch nach dem britischen Urteilsspruch wieder eingestellt worden. Ende Dezember 1948 erfolgte jedoch im selbständigen Verfahren die Einziehung von Christandls Vermögen wegen seiner Tätigkeit als „Illegaler“, d. h. seiner politischen Betätigung in jener Zeit, in der die NSDAP in Österreich verboten war, und später dann als Kreisleiter.